# ダニエル・ニエト・ベラ
ダニ・ニエト（スペイン語: Dani Nieto）ことダニエル・ニエト・ベラ（スペイン語: Daniel Nieto Vela）は、スペインのサッカー選手。ポジションはMF。

## クラブ歴
CFプラトゲス・デ・カルビアの下部組織でサッカーを始めた。14歳から16歳にかけてRCDマヨルカの下部組織に在籍し、その後RCDエスパニョールの下部組織に移った。
2010-11シーズンにテルセーラ・ディビシオン所属のBチームで選手となり、33試合15得点の大活躍を見せた。2011年6月30日にセグンダ・ディビシオン所属のジローナFCが1年の期限付き移籍で獲得。8月26日の試合でマルコス・テバルに代わって投入されてプロ初出場。9月24日にプロ初得点。1シーズンでリーグで1088分に出場、うちスターティングメンバーは8試合であったが、クラブのセグンダ・ディビシオン残留に貢献した。
2012年8月4日にセグンダ・ディビシオンのADアルコルコンに完全移籍。しかしスターティングメンバーとしては1試合しか起用されず、翌年7月12日にFCバルセロナBに完全移籍した。
2014年7月31日にプリメーラ・ディビシオン昇格組のSDエイバルに加入。移籍金は7万5000ユーロでクラブ史上最高値となった。8月30日にアンデル・カパに代わって投入されてプリメーラ・ディビシオン初出場を果たした。しかし出場は僅か9試合211分に止まり、2015年8月24日にエイバルと契約解除した。同月26日にギリシャ・スーパーリーグのクサンティFCに移籍。
2017年1月24日、無所属の状態から2年半契約でセグンダ・ディビシオンのCDヌマンシアに加入。2019年夏にセリエAのインデペンディエンテ・デル・バジェに移籍した。
2023年1月、CDアトレティコ・バレアレスに移籍した。